# 戈爾諾耶 (盧甘斯克州)
48°16′28″N 39°36′15″E / 48.27444°N 39.60417°E
戈尔诺耶，按乌克兰语译作希爾內（羅馬化：Hirne），是烏克蘭東部盧甘斯克州卢甘斯克区青年近衛軍城市鎮的鎮。該鎮位於大卡緬卡河畔，始建於1913年，面積2.23平方公里，2011年人口64，人口密度每平方公里28.7人。
该镇作为克拉斯诺顿市议会的一部分（今俄方區劃），自2014年以来处于俄羅斯傀儡政權「卢甘斯克人民共和国」的佔領之下。